# Stadion Ljudski vrt
O Stadion Ljudski vrt é um estádio multiuso localizado na cidade de Maribor, na Eslovênia. O estádio fica localizado à margem esquerda do Rio Drava e também é um dos pontos turísticos da cidade. Além de partidas de futebol, o estádio também abriga outros eventos culturais e esportivos.
É a casa do time da cidade, NK Maribor, e também é uma das principais sedes da Seleção Eslovena de Futebol. É considerado o estádio mais moderno da Eslovênia e um dos maiores do país.

## História
O estádio recebeu esse de nome de um antigo parque que foi construído no local em 1983. Em 1920 foram montadas várias áreas de prática esportiva no parque, e um campo de futebol foi construído no local. O nome vrt Ljudski significa "Jardim Popular".
O gramado foi constituído em 1952, e a conclusão das obras do estádio aconteceu 10 anos depois. Desde então, o estádio passou por 4 reformas. A mais recente terminou em 2008, quando o estádio foi remodelado e ampliado. A próxima fase de renovação terminará em 2010, no 50° aniversário do clube local.

## Uso
O estádio é usado mais frequentemente para jogos de futebol. É a sede do NK Maribor, e foi usado diversas vezes pela Seleção Eslovena de Futebol, principalmente durante as Eliminatórias da Copa do Mundo FIFA de 2010. Futuramente, será usado durante as Qualificações para Campeonato Europeu de Futebol de 2012 e também será o estádio principal da Universíada de Inverno de 2013, que será realizado no país.